# Stazione di Hadano
La stazione di Hadano (秦野駅?, Hadano-eki) è una stazione ferroviaria situata nella città di Hadano, nella prefettura di Kanagawa, in Giappone, e serve la linea Odakyū Odawara delle Ferrovie Odakyū.

## Linee
Ferrovie Odakyū
● Linea Odakyū Odawara

## Struttura
La stazione è realizzata in superficie, con due marciapiedi a isola e quattro binari passanti. Il fabbricato viaggiatori si trova sopra il piano del ferro, e per il suo design, ha vinto il premio "Good Design" nel 1997.
| 1-2 | ● Linea Odakyū Odawara | per Odawara e Hakone-Yumoto              |  |
| 3-4 | ● Linea Odakyū Odawara | per Sagami-Ōno, Shinjuku e linea Chiyoda |  |

## Stazioni adiacenti
| «                    | Servizio                                     | »                    |
| Linea Odakyū Odawara | Linea Odakyū Odawara                         | Linea Odakyū Odawara |
| -------------------- | -------------------------------------------- | -------------------- |
| Tōkaidaigaku-mae     | Locale Semiespresso Espresso rapido Espresso | Shibusawa            |